# Birangana
Birangana (heroína del campo de batalla) es un título otorgado por el gobierno de Bangladesh a las mujeres que contribuyeron a la Guerra de Independencia de Bangladesh.

## historia
Bangladesh obtuvo la independencia de Pakistán el 16 de diciembre de 1971 después de la Guerra de la Independencia. Durante la guerra, el ejército de Pakistán y sus aliados violaron alrededor de 2 a 4 lakh de mujeres inocentes de Bangladesh. El 22 de diciembre de 1971, el gobierno de Bangladesh confirió el título de Virangana a las mujeres violadas durante la guerra. El presidente Mujibur Rahman hizo un llamado a Bangladesh para que brinde "el debido respeto y dignidad a las mujeres abusadas por el ejército de Pakistán" y llamó a las heroínas sus propias hijas. Pero a pesar de esto, muchas de ellas se suicidan, muchas dejan el país para trabajar en el servicio doméstico y un gran número muere durante abortos realizados por parteras sin capacitación. Como resultado, el gobierno tomó la iniciativa de brindarles servicios médicos mediante el establecimiento de "Seva Sadan". La Asociación Central de Rehabilitación de Mujeres se estableció en enero de 1972 para brindar apoyo técnico y humanitario a estas mujeres oprimidas con la ayuda de International Planned Parenthood, The International Abortion Research and Training Center y la Iglesia Católica. Más tarde, el gobierno organizó una formación profesional para ellos y lanzó una campaña para casarlos. Como resultado, hubo acusaciones de que Bangladesh está tratando de esconder a los héroes. Las heroínas tienen que sufrir la privación de la familia y la sociedad.
Activistas por los derechos de las mujeres exigieron declarar a las heroínas como luchadoras por la libertad. La Asociación Nacional de Mujeres Abogadas de Bangladesh y Mitali Hussain presentaron una petición ante el Tribunal Superior para mejorar la situación de los veteranos. El 27 de enero de 2014, el Tribunal Superior preguntó al gobierno por qué no se debería mejorar el estatus de héroe. En enero de 2015, el Parlamento Nacional de Bangladesh aprobó una propuesta para otorgar a los héroes la condición de luchadores por la libertad. El 23 de octubre de 2015, el gobierno de Bangladés reconoció a 43 héroes como luchadores por la libertad por primera vez. El ministro de Asuntos de la Guerra de Liberación, AKM Mozammel Haque, dijo que de ahora en adelante disfrutarán de las mismas oportunidades que los combatientes por la libertad.
En 1971, otros 16 héroes que fueron perseguidos por el ejército pakistaní y sus aliados han sido reconocidos como luchadores por la libertad. Según la decisión de la 73.ª reunión del Consejo Nacional de Luchadores por la Libertad, el Ministerio de Asuntos de la Guerra de Liberación publicó el boletín el 6 de junio de 2021. Como resultado, 416 luchadores valientes por la libertad han sido reconocidos desde octubre de 2015. Pero de acuerdo con la decisión de 2021, el número actual de veteranos se ha incrementado a 438.

## En literatura
- Veerangana: Woman of War - una obra dirigida por el grupo de teatro británico The Kamal Collective y Lisa Ghazi.
- I Say Virangana - Un libro de Neelima Ibrahim, que describe las violaciones de guerra de 1971.